# KS Водолея
KS Водолея (лат. KS Aquarii) — одиночная переменная звезда в созвездии Водолея на расстоянии приблизительно 3613 световых лет (около 1108 парсеков) от Солнца. Видимая звёздная величина звезды — от +9,63m до +9,42m.

## Характеристики
KS Водолея — красная пульсирующая медленная неправильная переменная звезда (LB) спектрального класса M1. Эффективная температура — около 3539 К.